# Juventutem
Juventutem (Akkusativ von lateinisch iuventus ‚Jugend‘) ist ein internationaler Dachverband von Jugendlichen, die sich der römisch-katholischen Kirche eng verbunden sehen und ältere liturgische Formen wie die ehemalige „außerordentliche Form des römischen Ritus“ befürworten. Der Verband war in der Vorbereitung des Weltjugendtages 2005 in Köln und des Weltjugendtages 2008 tätig.
Der Name leitet sich aus dem Stufengebet der tridentinischen Messe ab (Ps 43,4  Et introibo ad altare Dei, ad Deum, qui laetificat iuventutem meam ‚Und ich werde zum Altare Gottes treten, zu Gott, der mich erfreut von Jugend auf‘ in der Übersetzung nach dem griechischen Bibeltext der Septuaginta). Unterstützung findet Juventutem bei katholischen Organisationen wie der päpstlichen Kommission Ecclesia Dei, der Priesterbruderschaft St. Petrus, der Bruderschaft des St. Vincent Ferrer und anderen Gemeinschaften und LFraternité Saint-Vincent-Ferrieraienorganisationen. 
Die Gruppe wird von verschiedenen Kardinälen und Bischöfen der katholischen Kirche unterstützt, darunter Francis Kardinal Arinze, der Präfekt der Kongregation für den Gottesdienst und die Sakramentenordnung und seit April 2005 auch einer der neun Kardinalbischöfe ist. Des Weiteren gehören zu den Unterstützern Kardinal Francis Eugene George, der Erzbischof von Chicago und Vizepräsident der Katholischen Bischofskonferenz der Vereinigten Staaten, FGeorge Kardinal Pell, dem Erzbischof von Sydney, Erzbischof Wolfgang Haas sowie dem apostolischen Administrator der Personaladministration St. Johannes Maria Vianney in der brasilianischen Diözese Campos, Bischof Fernando Areas Rifan. In einem Schreiben vom 17. Januar 2008 bezeichnete Kardinal Castrillon Hoyos, der Präsident der päpstlichen Kommission Ecclesia Dei die Mitglieder von Juventutem  als „junge Katholiken, die loyal zur kirchlichen Hierarchie von der ‚forma extraordinaria‘ des römischen Ritus überzeugt sind“.